# Litoria brevipes
Litoria brevipes és una espècie de granota de la família dels hílids. S'estén des del nord-est de Nova Gal·les del Sud fins a l'est i centre de Queensland, a Austràlia, encara que existeixen incerteses sobre la seva distribució real.
Habita en prats, pastures i zones lleugerament boscoses. És activa durant i després de la pluja. Durant les èpoques seques es manté en estivació soterrada prop de basses temporals. Els mascles surten després de pluges fortes i canten des de les bores de les basses i estanys, on es dipositen els ous i es crien el capgrossos, que s'han de desenvolupar abans que s'assequin les masses d'aigua.
El seu volum poblacional es manté estable, encara que està amenaçada per la pèrdua de l'hàbitat deguda a l'agricultura.